# Mills College
Le Mills College est une université d'arts libéraux privée américaine située dans la ville d'Oakland en Californie et spécialisée l'enseignement des arts. Il a été fondé en 1852 en tant que séminaire de jeunes filles. En 2014, il est devenu le premier institut non mixte des États-Unis à adopter une politique d'admission ouvertement bienveillante à l'égard des personnes transgenres.

## Histoire

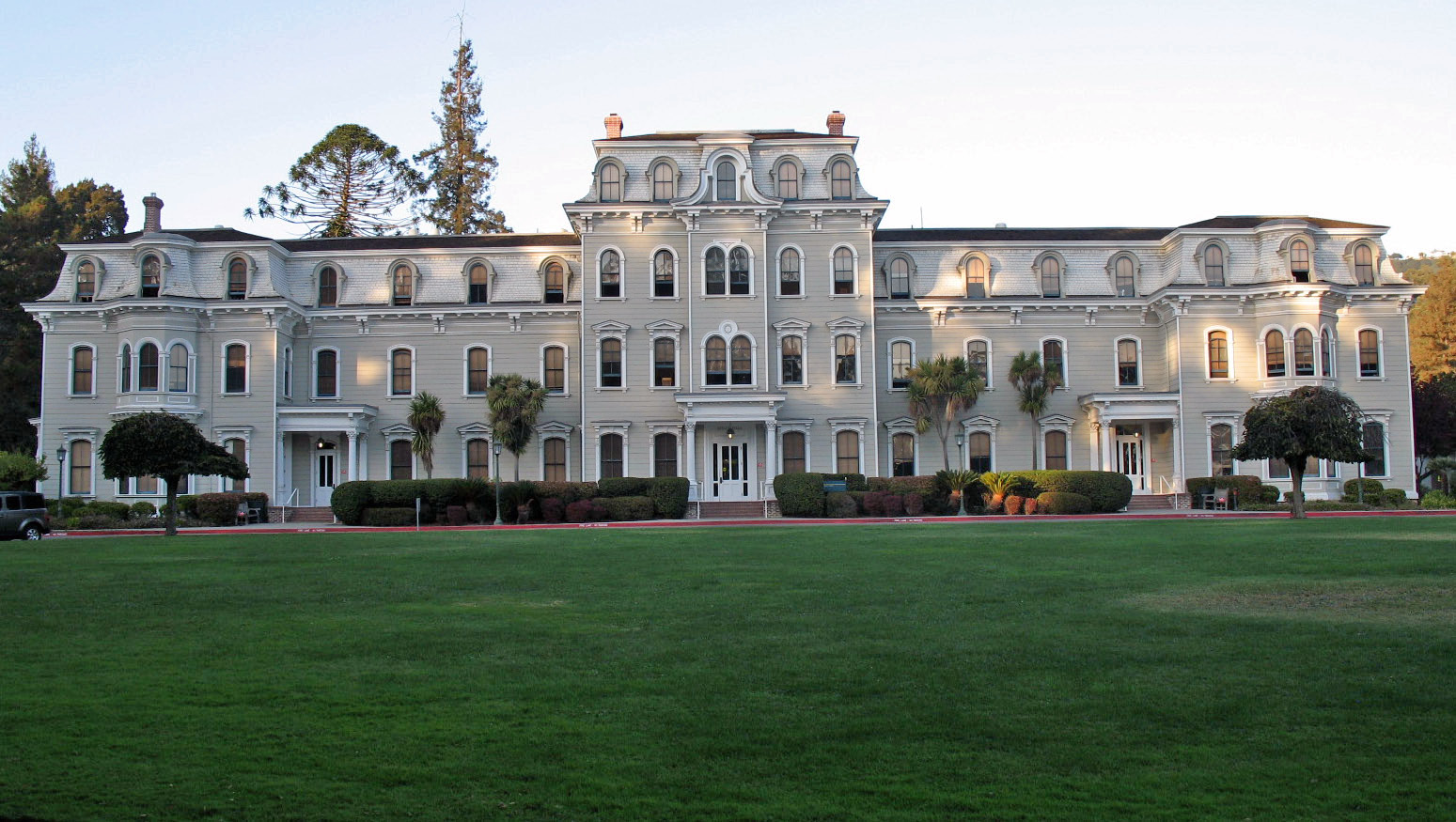
Le Mills College.

Fondée en 1852, initialement à Benicia, pour offrir des diplômes du niveau du Bachelor of Arts (licence) aux femmes et du niveau du mastère pour les hommes et les femmes, cette université a constitué à son époque le premier établissement d'enseignement supérieur pour les femmes à l'ouest des montagnes Rocheuses. En 1865, Susan Tolman Mills (en) et son mari Cyrus Mills rachètent le collège et le renomment de leur nom en Mills College. Ils effectuent son transfert à Oakland en 1866. Le Mills College reçoit sa charte en 1885 et est autorisé à délivrer ses mastères en 1921.
En mars 2021 la direction du Mills College annonce que l'école va cesser de délivrer des diplômes à partir de 2023 dû à des difficultés économiques empirées par les effets de la pandémie de Covid-19. En juin de cette année, le Mills College entre en négociations pour s'affilier à l'université du Nord-Est et admettre des étudiants de sexe masculin en premier cycle. L'accord de fusion est approuvé en septembre 2021.

## Programmes
Le Mills College propose plus de 40 programmes de licence et 23 de maitrises ainsi que de nombreux certificats.

## Personnalités liées à l'établissement

### Administration
- Aurelia Reinhardt (1877-1948), présidente du Mills College de 1916 à 1943.

### Professeurs
- Dodie Bellamy
- Luciano Berio
- John Cage
- Merce Cunningham
- Fred Frith
- Lou Harrison
- Louis Horst
- Darius Milhaud
- Terry Riley

### Étudiants
- Laurie Anderson, musicienne.
- Ilze Brands Kehris, politologue et diplomate.
- Trisha Brown, chorégraphe.
- Dave Brubeck, musicien et compositeur.
- Sofia Coppola, réalisatrice.
- Beate Sirota Gordon, japanologue et militante pour les droits des femmes.
- Li Lienfung, chimiste et écrivaine chinoise puis singapourienne.
- Elizabeth Murray, étudiante en 1964 où elle obtient son BFA, peintre et sculptrice ayant révolutionné et remodelé l’abstraction moderniste.
- Dasha Nekrasova, comédienne.
- Emma Nevada, artiste lyrique
- Jessica Blanche Peixotto, reçoit un doctorat honoris causa en 1935.
- Steve Reich, le compositeur de musique minimaliste de 1961 à 1963